# Yirrkala chaselingi
Yirrkala chaselingi är en fiskart som beskrevs av Whitley, 1940. Yirrkala chaselingi ingår i släktet Yirrkala och familjen Ophichthidae. Inga underarter finns listade i Catalogue of Life.